# Lijst van voetbalinterlands Fiji - Vanuatu
Deze lijst van voetbalinterlands is een overzicht van alle officiële voetbalwedstrijden tussen de nationale teams van Fiji en Vanuatu. De landen hebben tot op heden 31 keer tegen elkaar gespeeld. De eerste ontmoeting, een groepswedstrijd tijdens de Melanesië Cup 1988, vond plaats in Honiara (Salomonseilanden) op 24 oktober 1988. Het laatste duel, een wedstrijd tijdens de Melanesië Cup 2024, werd gespeeld op 12 december 2024 in Honiara.

## Wedstrijden
| №  | Plaats       | Datum             | Competitie                       | Wedstrijd      | Uitslag |
| -- | ------------ | ----------------- | -------------------------------- | -------------- | ------- |
| 1  | Honiara      | 24 oktober 1988   | Melanesië Cup 1988               | Fiji – Vanuatu | 8 – 0   |
| 2  | Suva         | 30 oktober 1989   | Melanesië Cup 1989               | Fiji – Vanuatu | 2 – 1   |
| 3  | Port Vila    | 6 november 1990   | Melanesië Cup 1990               | Fiji – Vanuatu | 1 – 1   |
| 4  | Lae          | 7 september 1991  | Zuid-Pacifische Spelen 1991      | Fiji – Vanuatu | 3 – 1   |
| 5  | Port Vila    | 30 juli 1992      | Melanesië Cup 1992               | Vanuatu – Fiji | 0 – 2   |
| 6  | Nausori      | 12 september 1992 | WK 1994 kwalificatie             | Fiji – Vanuatu | 3 – 0   |
| 7  | Port Vila    | 26 september 1992 | WK 1994 kwalificatie             | Vanuatu – Fiji | 0 – 3   |
| 8  | Port Vila    | 14 december 1993  | Zuid-Pacifische Mini Spelen 1993 | Vanuatu – Fiji | 0 – 2   |
| 9  | Honiara      | 8 juli 1994       | Melanesië Cup 1994               | Vanuatu – Fiji | 2 – 4   |
| 10 | Papeete      | 22 augustus 1995  | Zuid-Pacifische Spelen 1995      | Fiji – Vanuatu | 3 – 1   |
| 11 | Papeete      | 26 augustus 1995  | Zuid-Pacifische Spelen 1995      | Fiji – Vanuatu | 3 – 0   |
| 12 | Luganville   | 7 september 1998  | Melanesië Cup 1998               | Vanuatu – Fiji | 1 – 2   |
| 13 | Suva         | 11 april 2000     | Melanesië Cup 2000               | Fiji – Vanuatu | 4 – 1   |
| 14 | Auckland     | 8 juli 2002       | OFC Nations Cup 2002             | Fiji – Vanuatu | 0 – 1   |
| 15 | Suva         | 30 juni 2003      | Zuid-Pacifische Spelen 2003      | Fiji – Vanuatu | 0 – 0   |
| 16 | Apia         | 19 mei 2004       | WK 2006 kwalificatie             | Fiji – Vanuatu | 0 – 3   |
| 17 | Adelaide     | 31 mei 2004       | WK 2006 kwalificatie             | Fiji – Vanuatu | 1 – 0   |
| 18 | Apia         | 5 september 2007  | WK 2010 kwalificatie             | Fiji – Vanuatu | 3 – 0   |
| 19 | Ba           | 6 september 2008  | WK 2010 kwalificatie             | Fiji – Vanuatu | 2 – 0   |
| 20 | Port Vila    | 10 september 2008 | WK 2010 kwalificatie             | Vanuatu – Fiji | 2 – 1   |
| 21 | Labasa       | 13 juli 2011      | Vriendschappelijk                | Fiji – Vanuatu | 2 – 0   |
| 22 | Lautoka      | 15 juli 2011      | Vriendschappelijk                | Fiji – Vanuatu | 1 – 2   |
| 23 | Port Vila    | 7 november 2015   | Vriendschappelijk                | Vanuatu − Fiji | 1 − 1   |
| 24 | Port Vila    | 10 november 2015  | Vriendschappelijk                | Vanuatu − Fiji | 2 − 1   |
| 25 | Port Moresby | 4 juni 2016       | WK 2018 kwalificatie             | Fiji − Vanuatu | 2 − 3   |
| 26 | Port Vila    | 9 december 2017   | Vriendschappelijk                | Vanuatu − Fiji | 1 − 1   |
| 27 | Port Vila    | 10 juni 2019      | Vriendschappelijk                | Vanuatu − Fiji | 0 − 0   |
| 28 | Lautoka      | 20 maart 2023     | Vriendschappelijk                | Fiji − Vanuatu | 1 − 2   |
| 29 | Honiara      | 1 december 2023   | Pacifische Spelen 2023           | Vanuatu − Fiji | 2 − 4   |
| 30 | Port Vila    | 27 juni 2024      | OFC Nations Cup 2024             | Fiji − Vanuatu | 1 − 2   |
| 31 | Honiara      | 12 december 2024  | Melanesië Cup 2024               | Fiji − Vanuatu | 1 − 1   |

## Samenvatting
| Competitie                  | Totaal gespeeld | Winst Fiji | Gelijk | Winst Vanuatu | Doelsaldo Fiji – Vanuatu |
| --------------------------- | --------------- | ---------- | ------ | ------------- | ------------------------ |
| WK-kwalificatie             | 8               | 5          | 0      | 3             | 15 − 8                   |
| OFC Nations Cup             | 2               | 0          | 0      | 2             | 1 − 3                    |
| (Zuid-)Pacifische Spelen    | 5               | 4          | 1      | 0             | 13 − 4                   |
| Zuid-Pacifische Mini Spelen | 1               | 1          | 0      | 0             | 2 − 0                    |
| Melanesië Cup               | 8               | 6          | 2      | 0             | 24 − 7                   |
| Vriendschappelijk           | 7               | 1          | 3      | 3             | 7 − 8                    |
| Totaal                      | 31              | 17         | 6      | 8             | 62 − 30                  |

FFA · A-internationals · Fijisch vrouwenelftal
1950 – 1959 · 
1960 – 1969 · 
1970 – 1979 · 
1980 – 1989 · 
1990 – 1999 · 
2000 – 2009 · 
2010 – 2019 ·
2020 − 2029
Amerikaans-Samoa ·
Australië ·
China ·
Cookeilanden ·
Estland ·
Filipijnen ·
Hongkong ·
India ·
Indonesië ·
Maleisië ·
Mauritius ·
Mexico ·
Nieuw-Caledonië ·
Nieuw-Zeeland ·
Papoea-Nieuw-Guinea ·
Salomonseilanden ·
Samoa ·
Singapore ·
Tahiti ·
Taiwan ·
Tonga ·
Vanuatu
VFF · 
Vanuatuaans vrouwenelftal
Interlands
Tegenstander:
Amerikaans-Samoa ·
Australië ·
Brunei ·
Cookeilanden ·
Estland ·
Fiji ·
Guam ·
Guinee ·
India ·
Indonesië ·
Libanon ·
Mongolië ·
Nieuw-Caledonië ·
Nieuw-Zeeland ·
Papoea-Nieuw-Guinea ·
Salomonseilanden ·
Samoa ·
Tahiti ·
Tonga